# Monocycle

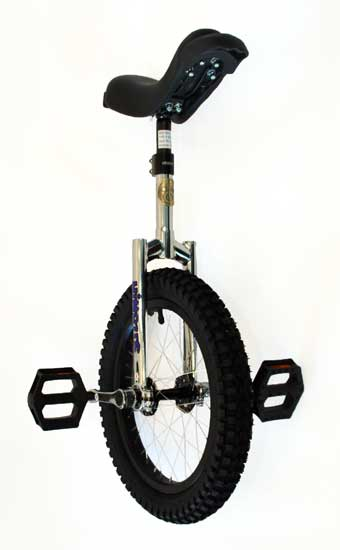
Modèle de monocycle.

Le monocycle est un véhicule vélocipède doté d'une seule roue. Le modèle le plus courant se compose d'un pédalier dont les manivelles sont directement fixées sur l'axe de la roue, et d'une selle, plus longue et plus étroite à l'avant qu'à l'arrière afin de permettre un meilleur maintien. Inventé dans les années 1850, sans doute à partir du grand-bi, son utilisation difficile l'a associé au monde du cirque. Aujourd'hui, il s'est quelque peu démocratisé et est devenu un loisir à travers de nouveaux sports tels que le monocycle trial, aussi appelé tout-terrain, le monocycle street, qui tente des figures techniques. Des sports collectifs sont aussi pratiqués, comme le mono-basket ou le hockey sur monocycle. Les monocyclistes se retrouvent lors de compétitions nationales et internationales, notamment aux UNICON organisés par la Fédération internationale de monocycle.
Il est souvent appelé « unicycle » au Québec[réf. souhaitée].

## Histoire

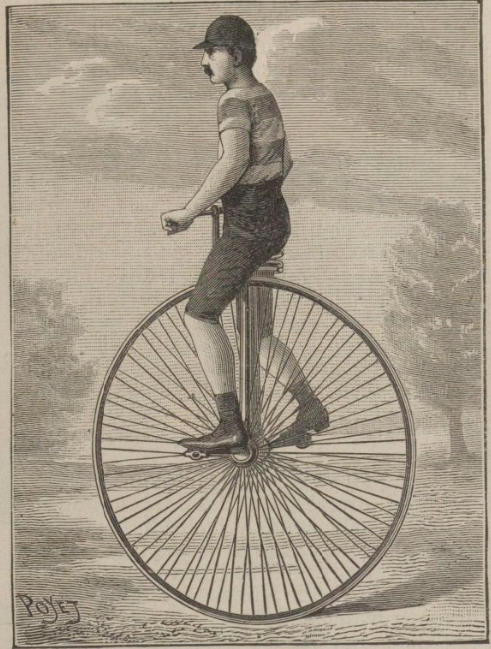
Monocycliste en 1887.

Le premier monocycle dont on retrouve la trace a été présenté par un carrossier français à l'Exposition universelle de 1855 à Paris. La machine, baptisée Pédocaèdre, se compose d'une grande roue en bois, cerclée de fer, dont le moyeu est traversé par une longue tige de métal recourbée à chaque extrémité, en support de selles. Une plus petite tige, brasée à ces supports, sert de poignées. L'instrument s'utilise à deux : à cheval de chaque côté du monocycle, les pieds touchant à terre comme dans la draisienne, les cavaliers poussent à grands pas l’instrument, et lorsqu'ils se sentent lancés, s'enlèvent ensemble et restent ainsi en selle, les jambes recroquevillées jusqu'à la perte de l'élan.
En 1869, sont déposés plusieurs brevets à manivelles, monocycle américain, à guidon, monocycle Martin, avec deux roulettes de support, monocycle anglais, à contrepoids intérieurs. Le grand-bi, bicyclette comportant une énorme roue avant sur laquelle sont montées les pédales et une petite roue arrière, naît à la même époque et est produit de façon industrielle. Lors du freinage, le cycliste peut se retrouver sur la seule roue avant,.

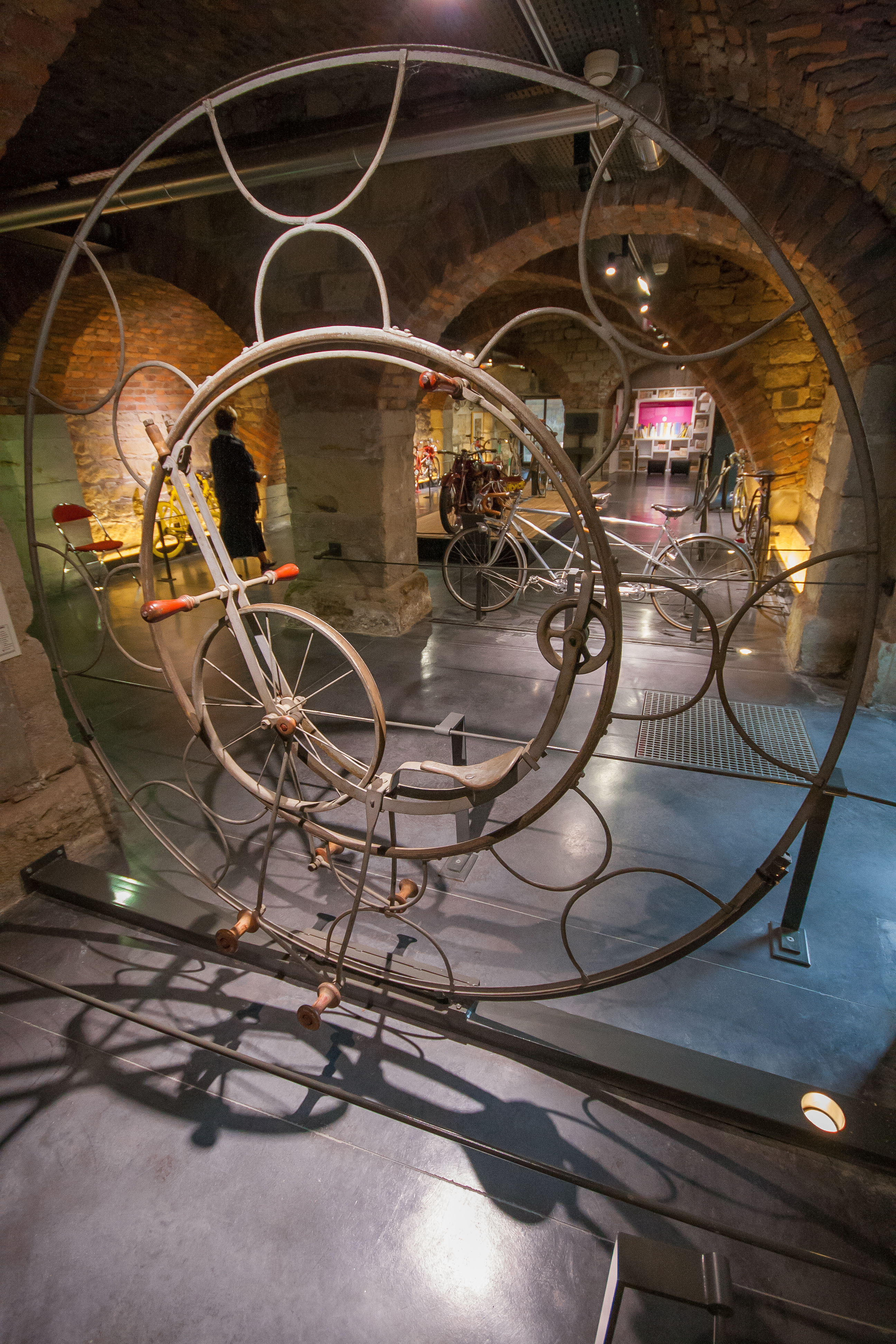
Monocycle Jackson, Musée d'art et d'industrie de Saint-Étienne.

La recherche d'équilibre fait naître l'idée aux États-Unis de placer le monocycliste à l'intérieur de la roue. En France, M. Rousseau, de Marseille, construit en 1898 un monocycle à cavalier intérieur. Le monocycle Jackson, du nom de son concepteur anglais, franchit en juillet 1870 deux kilomètres en sept minutes à une course au Vésinet, et reçoit une médaille d'or commémorative du Véloce-Club. En juin 1882, un gymnasiarque italien, M. Scuri présente une roue caoutchoutée de 1,16 m de haut, et dit avoir parcouru de Milan à Turin deux cents kilomètres.
Louis Baudry de Saunier, qui décrit ces inventions en 1893 dans son ouvrage Le Cyclisme théorique et pratique, rapporte que l’acrobate Walter utilise en 1891 un monocycle assez comparable en taille aux monocycles actuels, si ce n'est qu'il possède un guidon : « l'écartement du gouvernail à la perpendiculaire est de 0,25 m ; la fourche fait une courbe à partir de 0,35 m du centre de la roue et vient se terminer à l'encolure. De cet endroit la tige est droite. La hauteur du gouvernail est de 0,35 m ; la longueur de la manivelle, 0,15 m ; diamètre de la roue, 1 mètre. »
Le monocycle se développe pour atteindre la forme qu'on lui connait aujourd'hui. La Unicycling Society of America est créé en 1974. La première Convention internationale de monocycle, UNICON a lieu en 1984 à Syracuse (New York). L'année suivante est fondée la Fédération internationale de monocycle. Unicon III a lieu à Tokyo, Unicon VIII, en 1996 à Guildford, en Angleterre. Le premier club de monocycle de Suisse - Les Casse-Rayons - est fondé en septembre 1994 à Genève. La Fédération France Monocycle naît, quant à elle, en 2003. En 2010, elle intègre la Fédération Léo-Lagrange sous le nom de Commission nationale monocycle. La première Coupe de France de monocycle a lieu en 2004 à Dinan.
L'histoire du monocycle au Japon est atypique : l'Association Japonaise de Monocycle (JUA) est fondée en 1978 par Jack Halpern, auteur de Anyone can ride a unicycle. À partir de 1981, elle est soutenue par l'État, financée par la loterie nationale, et le monocycle est enseigné dans les écoles primaires. Les bienfaits pour l'équilibre sont mis en avant, la pratique est associée davantage à la danse qu'à un sport à risque, et aujourd'hui le Japon possède le plus grand nombre de licenciés au monde,.

## Modèles

### Types usuels

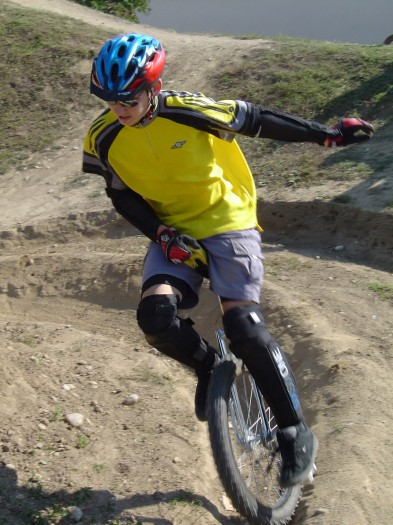
Monocycle tout-terrain, 2003.

- Les monocycles basiques : c'est-à-dire ceux avec lesquels il est fréquent de tomber à ses débuts. Ces monocycles sont peu solides mais peu chers et assez maniables pour commencer le monocycle.
- Les monocycles trial et street : le pneu du monocycle est plus large (19x2.5 en général) que celui d'un monocycle basique, permettant la pratique du street et du trial. La différence principale avec un monocycle standard est la solidité (jante double paroi, axe à la norme ISIS, et manivelles renforcées) Une poignée est fixée au bout de la selle pour faciliter les sauts.
- Les monocycles freestyle (ou artistique) pour faire toutes sortes d'acrobaties tout en restant sur le monocycle. Le freestyle est pratiqué seulement sur le plat (généralement dans un gymnase), on pourrait comparer le freestyle au patinage artistique. C'est aussi ce type de monocycle qui est utilisé dans les cirques modernes.
- les monocycles « tout-terrains » ou « MUNI »: ils sont solides comme les monocycles de trial ou de street mais ont une grande roue (entre 24" et 29") pour aller plus vite. Ils sont équipés de pneus à gros crampons avec une section assez large : 2.3" à 4"[10].
- Les monocycles de distance les plus grandes roues 29", de rares 32" et 36", ils sont utilisés pour de grandes distances, ils peuvent être équipés d'un axe schlumpf qui permet de développer 1,5 tours de roue pour 1 tour de pédale.

### Types spéciaux

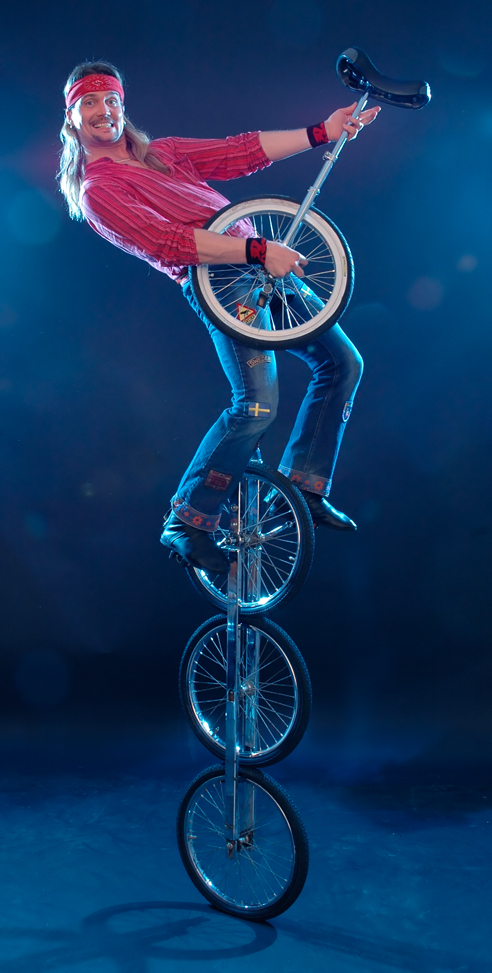
Monocycle à plusieurs roues, 2007.

- les girafes : la selle est surélevée, et la roue est entraînée par une chaîne reliée à un pédalier (possibilité de démultiplication de l'effort).
- les girafes à roues : la selle est surélevée, et la roue est entraînée par une ou plusieurs autres roues qui se touchent, empilées verticalement. Un nombre pair de roues implique qu'il faut pédaler dans le sens opposé à la rotation de la roue (record (peut-être dépassé) : 13 roues).
- le kangourou : monocycle « simple » dont les pédales ne sont pas opposées : il est facile de modifier son monocycle en inversant une des manivelles de manière que les deux pédales se retrouvent au même niveau (en bas, ou en haut)... Mais moins facile d'utilisation ! Il en existe de spéciaux avec une roue à axe décentré.
- la « roue ultime » : monocycle sans selle où les pédales sont fixées sans manivelle à même la roue.
- la « roue impossible », aussi appelée « bc wheel » est une variante de la roue ultime. Elle est composée d'une roue et de deux supports suspendus à l'axe qui se trouvent au même niveau.

De nombreux autres modèles ont été créés, variantes techniques (mono en position allongé par exemple) ou esthétique (de nombreux modèles aux looks plus délirants les uns que les autres). Certaines modifications ont été apportées pour un usage précis (freins et amortisseurs pour les descentes de montagnes, pneus neige…).

### Monocycles électriques
En 2011 est inventé par l'américain Shan Chen le monocycle électrique à stabilisation gyroscopique. Les pédales deviennent fixes et assemblées au châssis, la selle est supprimée et le mode de déplacement est alors équivalent à un transporteur personnel de type "Segway" (monté en équilibre sur la roue, le pilote avance en appuyant sur l'avant des supports et freine en appuyant sur l'arrière des supports). Il faut compter environ une heure pour commencer à trouver son équilibre à monocycle électrique.

### Tailles de roue
Il existe plusieurs diamètres de roue :
- 12 à 18 pouces (30,5 à 46 cm) : utilisé par les enfants, les clowns, pour les monocycles électriques et la lenteur.
- 19 pouces (48 cm) : utilisé pour le trial, le flat et le street.
- 20 pouces (51 cm) : le modèle le plus courant. Utilisé pour les débutants et pour le freestyle (artistique).
- 24 pouces (61 cm) : améliore les capacités de vitesse. Ce type de monocycle est très utilisé en athlétisme et pour les sports collectifs tel que le monobasket.
- 26 pouces (66 cm) : pour la vitesse sur les longues distances et le cross.
- 27,5 pouces (69 cm)
- 29 pouces (73 cm) : très prisé en cross, descente et occasionnellement en moyenne distance (jusqu'à vingt kilomètres).
- 36 pouces (91 cm) : plus difficile à manier, mais favorable aux longues distances sur des marathons.

La largeur des roues peut aller jusqu'à quatre pouces.

## Utilisation

### Monter sur le monocycle
Il existe de nombreuses manières de monter sur un monocycle. La plus simple et la plus courante consiste à placer la selle du monocycle entre ses jambes, la roue vers l'avant, puis de presser une pédale pour que l'engin recule, soulevant l'utilisateur qui se retrouve assis, un pied sur une pédale. Il faut ensuite placer son autre pied sur l'autre pédale et commencer à pédaler immédiatement, sous peine de ne pas tenir en équilibre. La réussite de la montée dépend de la rapidité et la précision de l'action, ainsi que (surtout) de l'habitude de l'utilisateur.
L'autre méthode consiste à placer la selle du monocycle entre ses jambes en tenant la poignée (ou la selle selon le cas) à l'aide de la main du même côté que son pied d'appel, la roue posée sur le sol à une trentaine de centimètres de l'utilisateur, et de placer son pied d'appel sur la pédale celle-ci étant le plus bas possible. Ensuite, il faut se servir de pied d'appel afin de se hisser sur le monocycle en projetant son corps. Il faut alors placer rapidement l'autre pied sur l'autre pédale (qui sera située en haut) et profiter du mouvement du corps et de l'arrivée du deuxième pied sur la pédale pour commencer à avancer. Il est préférable dans les premiers temps de commencer à évoluer en « danseuse ».
Une autre solution consiste à placer son monocycle devant soi, les deux pédales à l'horizontale, tenir la selle bien droite, il suffit donc de sauter dessus (attention à la chute en arrière).

### Quelques figures

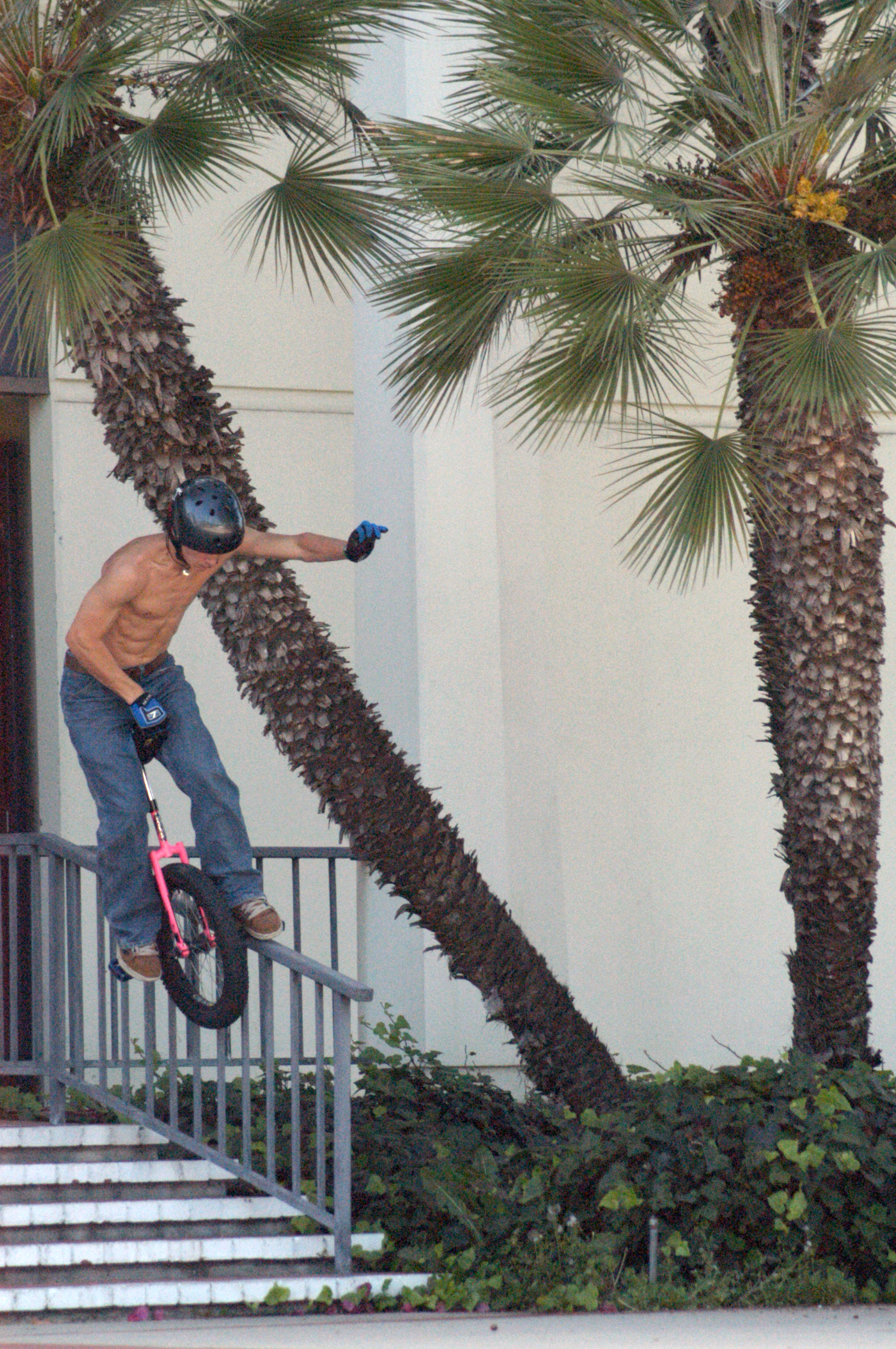
Descente d'une rampe, 2005.

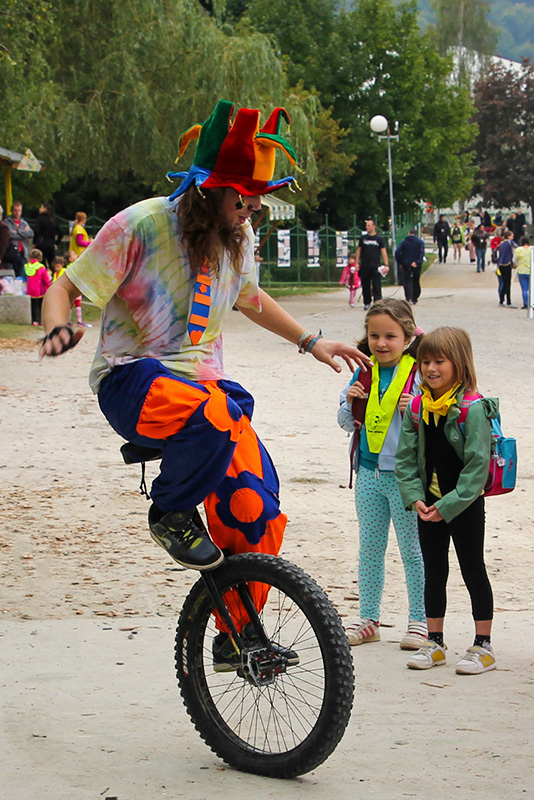
Un seul pied, 2014.

- La marche avant (débutant) : pas vraiment une figure, mais plutôt la base du mono. Consiste « tout simplement » à rouler vers l'avant en pédalant. Le poids du corps doit être légèrement en avant, pour permettre un bon équilibre.
- Le surplace (débutant) : on ne peut rester immobile sans tomber, donc le surplace se réalise en donnant un coup de pédale vers l'avant, puis vers l'arrière, et ainsi de suite, tout en gardant le buste au même endroit. Le pied porteur se trouve sur la pédale du bas et y reste. La figure varie selon l'amplitude du coup de pédale, pouvant être très sec, comme très ample (tour(s) complet(s)).
- À reculons (débutant) : techniquement, à peu près identique à la marche avant, mais beaucoup plus difficile à maîtriser.
- Rouler sans la selle : cela consiste à rouler en marche avant en tenant la selle dans une main devant ou derrière soi, il faut pour cela faire une courte pause, se lever légèrement de la selle puis la faire "sortir" d'entre les jambes et recommencer à pédaler
- Les sauts : sur place, ou plus difficile, en roulant. Il existe de nombreux types de sauts : simple, 180°, 360°… Il est difficile de sauter plus de 50 cm en restant assis sur la selle, c'est pourquoi il est conseillé de tenir la selle devant soi d'une main. L'imagination et l'adresse de celui qui l'exécute sont les seules limites !
- La corde à sauter : on utilise la corde de la même manière que si on n'avait pas le monocycle, mais c'est bien plus acrobatique (les sauts doivent de plus s'effectuer sans les mains ! )
- Les marches : monter ou descendre des marches (voire, plus simplement, un trottoir).
- Une seule pédale (débutant) : on n'utilise qu'une pédale, le pied « inactif » servant de balancier ou posé sur la fourche.
- Unispin (street et/ou flat) 180°, 360°, 540° , 720° ou 900°: figure au sol (le plus souvent à l'arrêt) consistant à pivoter le monocycle à la suite d'un saut du monocycliste ; si le monocycle effectue un demi-tour, c'est un unispin 180 (la selle est donc à l'inverse de la position standard), un tour: unispin 360°, etc.
- Le wheel walking (freestyle) : on n'utilise pas de pédale, mais le(s) pied(s) actionne(nt) la roue en « marchant » sur le pneu.
- Le gliding (freestyle) : un pied est posé sur la fourche, l'autre freine le pneu. Cette technique est surtout utilisée pour les descentes.
- Le coasting (freestyle) : comme pour le gliding, on n'utilise pas les pédales mais on met les deux pieds sur la fourche, c'est encore plus dur…
- Le roll up (street, trial) : consiste à sauter tout en roulant encore : le corps doit être face à l'obstacle lors du saut.
- Le crank flip ou double ou même triple (street, flat) : consiste à faire un roll up (sur du plat ou sur un obstacle) tout en faisant tourner ces pédales vers l'avant.
- Le back flip (street, flat), c'est la même chose que le crank flip sauf que les pédales tournent en arrière pendant le saut.
- On peut aussi jongler en roulant.

Il existe de nombreuses autres figures, plus techniques, loufoques, casse-cous les unes que les autres...

## Les disciplines du monocycle

### Sports individuels

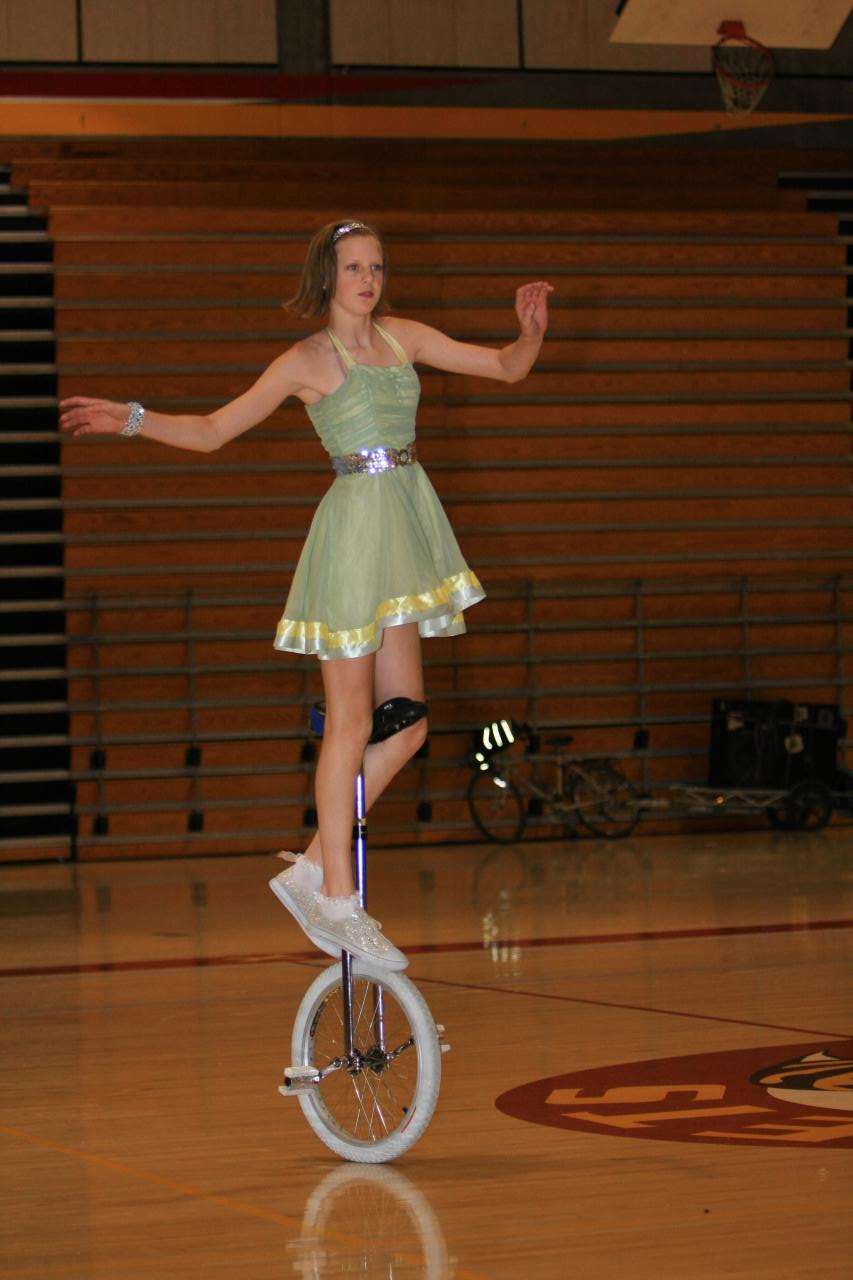
Monocycle freestyle au UNICON 2010.

- le freestyle (réalisation de figures artistiques au sol) ;
- les pratiques urbaines (trial, street, flat...) ;
- les sauts (hauteur, longueur) ;
- les courses d'athlétisme (de 100 m à 800 m + slalom IUF, 50 m un pied, 30 m en marchant sur la roue);
- les courses en tout-terrain (downhill, cross-country...) ;
- les courses sur route (généralement de 10 à 100 km) ;
- Lenteur (avant et arrière).

### Sports collectifs

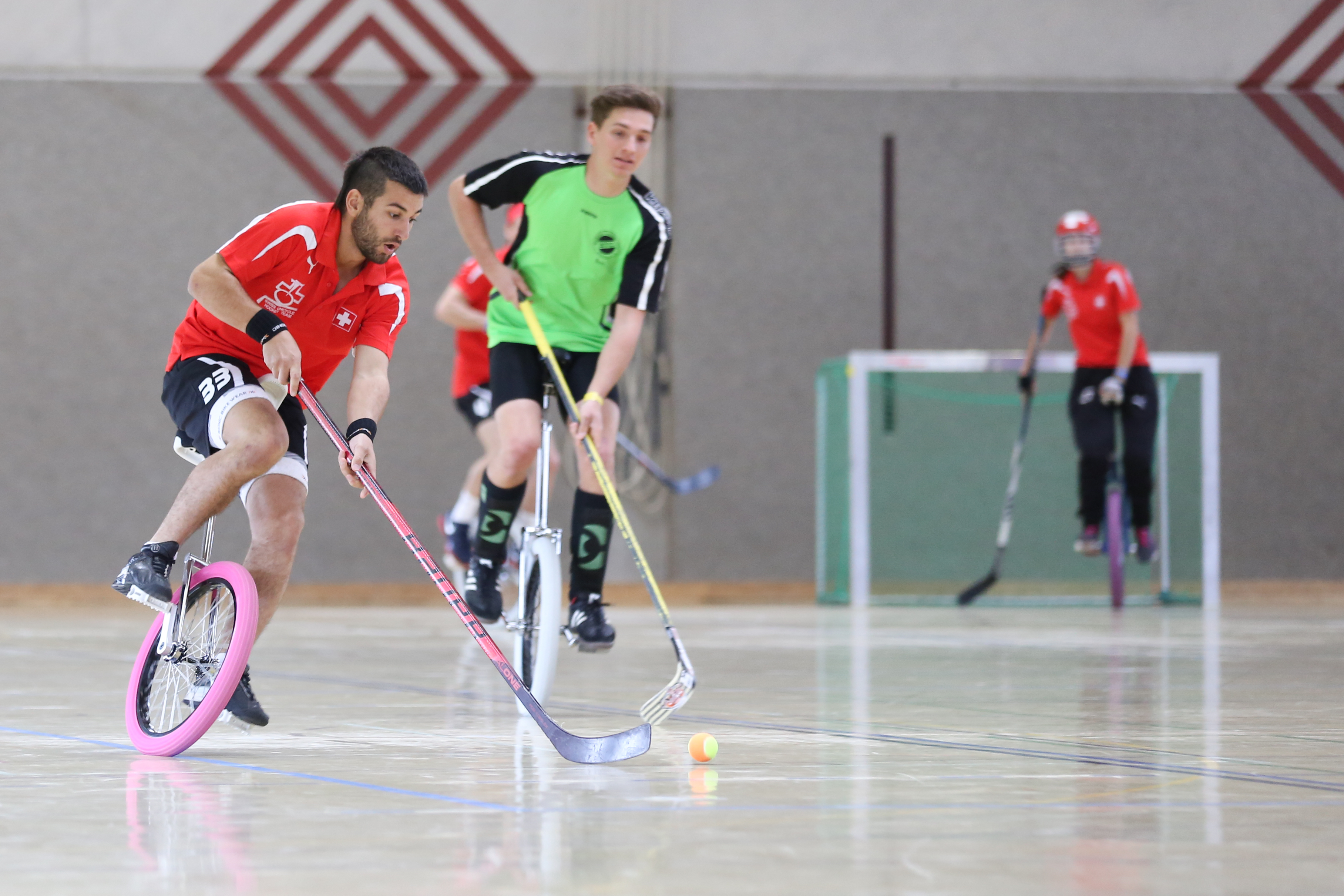
Hockey sur monocycle, à Eurocycle 1, Langenthal, Suisse, 2013.

- le hockey sur monocycle ;
- le mono-basket ;

## Monocycle en compétition

### Coupe de France
Depuis 2004, la Coupe de France de Monocycle a lieu tous les ans à la Toussaint. Elle comprend l'essentiel des disciplines du monocycle, pour toutes les catégories d'âge.
La dernière édition s'est déroulée en 2024, à Brumath. En 2020, la Coupe de France aurait dû être remplacée par la tenue d'un UNICON à Grenoble. La situation sanitaire causée par la pandémie de Covid-19 a causé le report de l'UNICON et l'annulation pure et simple d'une Coupe de France cette année-là. Il en va de même pour 2021 (Remplacé cette année là par "Tous un mono", compétition internationale à Grenoble).
La prochaine CFM aura lieu à la Toussaint 2025 à Cluses en Haute Savoie.

### ECUnicycling (Championnat d'Europe)
L'European Champignonships Unicycling, ou ECUnicycling est convention européenne une fois tous les deux ans, alternativement avec les UNICON. L'édition de 2017 a eu lieu dans la commune de Sittard-Geleen aux Pays-Bas. À ses débuts, elle s'est appelée Eurocycle et avait lieu sur une base irrégulière, mais en général tous les deux ans, en alternance avec la tenue des UNICON. Sous ce nom d'Eurocycle, la convention européenne a connu au moins 2 éditions dans la sphère francophone : en 1995 à Mougin (France), puis en 1997 à Nyon (Suisse romande). Aujourd'hui, cet événement comprend des compétitions de vitesse, des compétitions en équipes telle que le hockey et le basketball, des compétitions de freestyle, de flatland et de trial.
L'APUC, Asia Pacific Unicycling Championships, est une convention similaire qui a lieu qui a lieu depuis 2007 en Asie.

### Unicon (Championnat du monde)

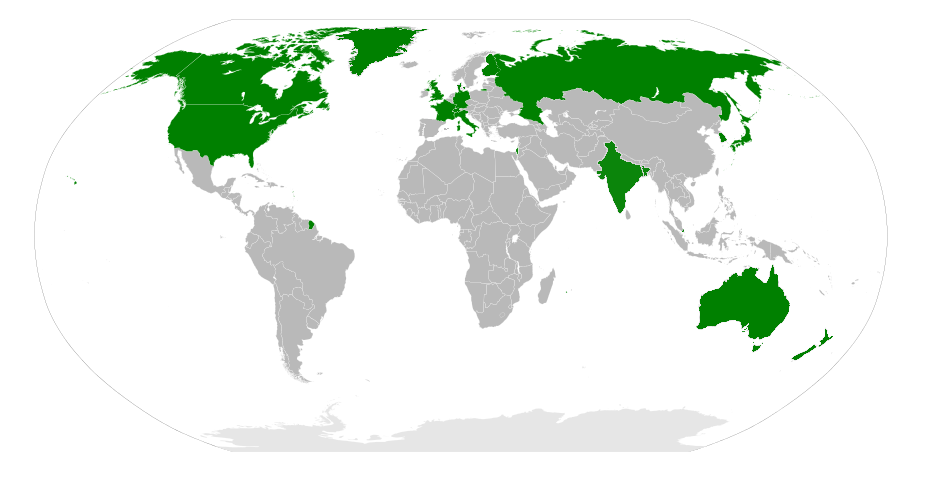
Pays comptant une association membre de la Fédération internationale de monocycle, 2016.

Les championnats du monde sont organisés une fois tous les deux ans dans des villes différentes, sous l'égide de la Fédération internationale de monocycle. Ils sont nommés UNICON, pour "Unicycle Convention" et rassemblent des sportifs de toutes les disciplines du monocycle. On y enregistre les records du monde.

## Célébrités

### En France
- Xavier Collos (FR) - Champion du Monde de monocycle de Street 2006 à Langenthal(SZ)
- Adrien Delecroix (FR) - Champion du Monde de Street 2008, et à de nombreuses reprises.
- Yoggi (FR) - alias Benjamin Guiraud, 2ème au champion du Monde de monocycle Trial 2004 à Tokyo(JP)(créateur de la marque Impact)
- Pierre-Yves Billette (FR) - Champion du Monde de monocycle artistique Freestyle 2010 à Wellington(NZ)(Créateur de la marque/Magasin Funicycle - Monocycle.fr)

- Martin Charrier (FR) - Champion du Monde de monocycle en Marathon 2018 en Corée du Sud

## Législation

### En France
Le Code de la route français ne considère pas le monocycle comme un véhicule par conséquent vous devez rouler sur un trottoir à moins de 6 km/h.

#### Fédérations
- Fédération Internationale de Monocyle
- Commission Nationale de Monocycle
- Site communautaire du monocycle en France

#### Apprentissage
- Un wiki sur le monocycle
- Monotonic : apprendre le monocycle
- Informations sur le monocycle électrique : découvrir, apprendre, ressentir

#### Communautés par lieux
- Site consacré au monocycle en Suisse
- Monomaniak: Groupe de monocycliste de l'Ain sur le Monocycle Tout Terrain
- MONOTRÉAL Communauté des monocyclistes du Québec

#### Monocycles spéciaux
- Explication du fonctionnement d'un monocycle à vitesse (site en anglais)